# Jurij Logviněnko
Jurij Logviněnko (cyrilicí Юрий Анатольевич Логвиненко, Jurij Anatoljevič Logviněnko; * 22. července 1988, Akťubinsk, Kazašská SSR, SSSR) je kazašský fotbalový záložník a reprezentant, momentálně hráč klubu FK Aktobe.

## Klubová kariéra
Odchovanec FK Aktobe, s nímž získal celou řadu trofejí.

## Reprezentační kariéra
Hrál za mládežnické reprezentace Kazachstánu U17, U19 a U21.
V A-mužstvu reprezentace Kazachstánu debutoval 23. 5. 2008 v přátelském zápase v Moskvě proti Rusku (prohra 0:6). Premiérovou branku v seniorském týmu si připsal 1. června 2012 v přátelském zápase s Kyrgyzstánem (výhra 5:2).
Ve třetím kole kvalifikace na EURO 2016 13. října 2014 v Astaně proti České republice vstřelil dva góly, Kazachstán však podlehl soupeři 2:4.